# Kathedraal
Een kathedraal of dom is de kerk waar een bisschop zetelt. De benaming valt te herleiden tot ecclesia cathedralis, kerk van de zetel. Die zetel is de zetel van de bisschop, die aan de zijkant van het priesterkoor van de kerk staat opgesteld, in de vroegchristelijke kerk in de exedra of de koorapsis. Deze zetel heet in het Latijn cathedra.

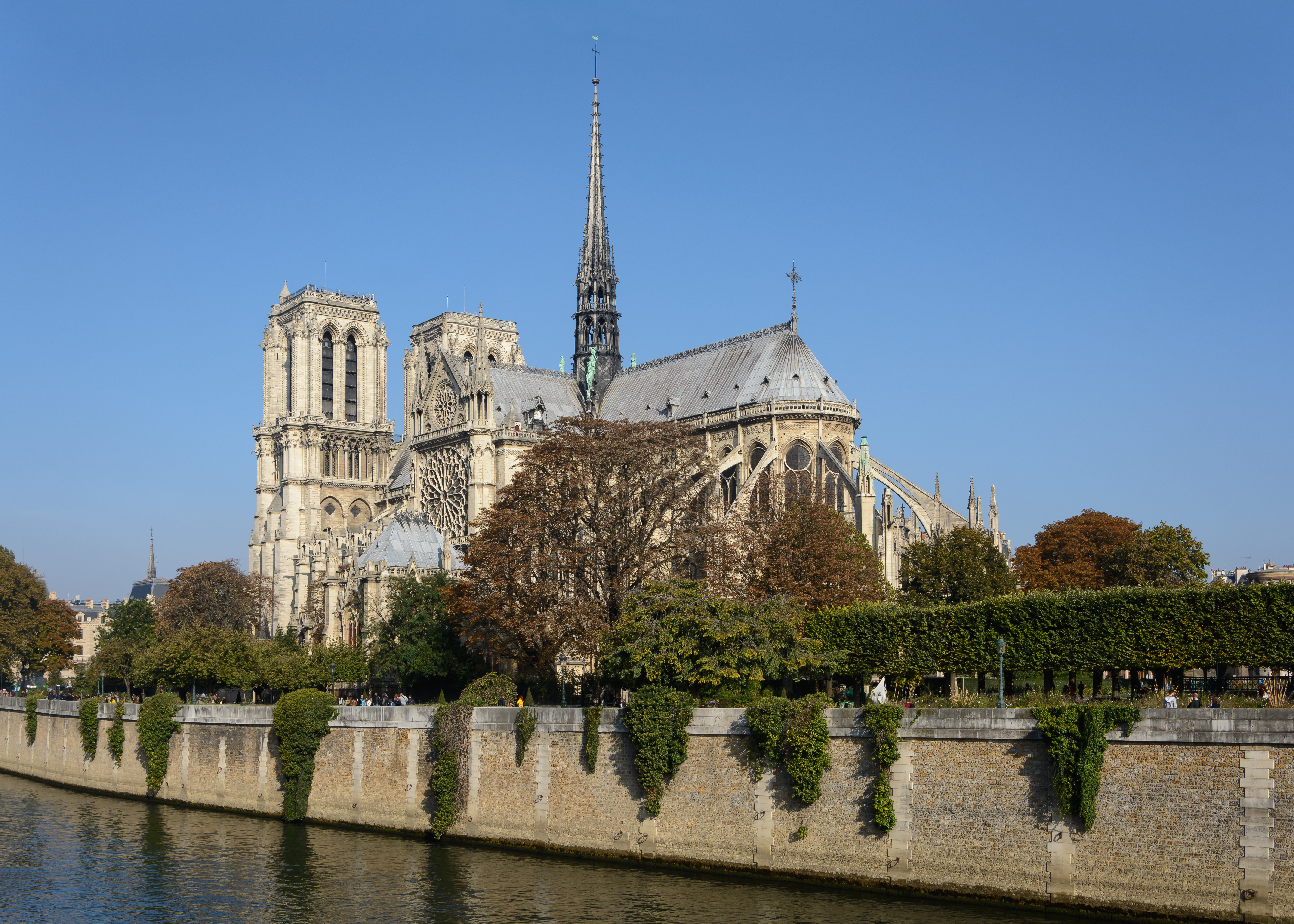
De Notre-Dame van Parijs vanuit het zuidoosten in 2015

## Algemeenheden
De kathedraal is de belangrijkste kerk van elk bisdom. Wanneer een kerk als kathedraal is gebouwd, uit dit zich vaak in de grootse bouw en versieringen. Soms heeft de kathedrale kerk ook de status van basiliek. In dat geval spreekt men van een kathedrale basiliek. Een voorbeeld is de Kathedrale Basiliek van Sint-Jan Evangelist in 's-Hertogenbosch.
Kathedralen komen dus voor binnen de kerkgenootschappen waar sprake is van een hiërarchische organisatie met bisdommen. Dit geldt onder meer voor de Rooms-Katholieke Kerk, de Oud-Katholieke Kerk, de Grieks-Orthodoxe Kerk, de Russisch-Orthodoxe Kerk, de Anglicaanse Kerk en de Lutherse Kerk. In sommige landen wordt het woord dom gebruikt voor een kathedraal. Dit woord is via het Franse “dôme” afgeleid van het Latijnse domus, dat huis betekent in de zin van domus Dei (huis van God). Met het Engelse “dome” (koepel) heeft het woord dom niets te maken, wel met het Italiaanse “duomo”.
In de oosters-orthodoxe kerken wordt de kerk van een metropoliet (bisschop) aangeduid als metropool. Het Russisch-Oekraïense woord sobor (“verzameling”) wordt ook vaak gebruikt voor bisschoppelijke kerken, maar slaat ook op kerken van andersoortige geestelijken (zoals kloosterkerken).
In de loop van de geschiedenis zijn sommige bisdommen opgeheven (of in ontkerstende landen gereduceerd tot titulaire bisdommen in partibus (infidelium)), maar de hoofdkerken van deze voormalige bisdommen worden vaak nog als kathedraal aangeduid in het spraakgebruik. Ook wordt het woord kathedraal soms oneigenlijk gebruikt voor elke grote kerk, ook als deze niet aan een bisdom verbonden is (geweest).

## Kathedralen in Europa

### Kathedralen in België

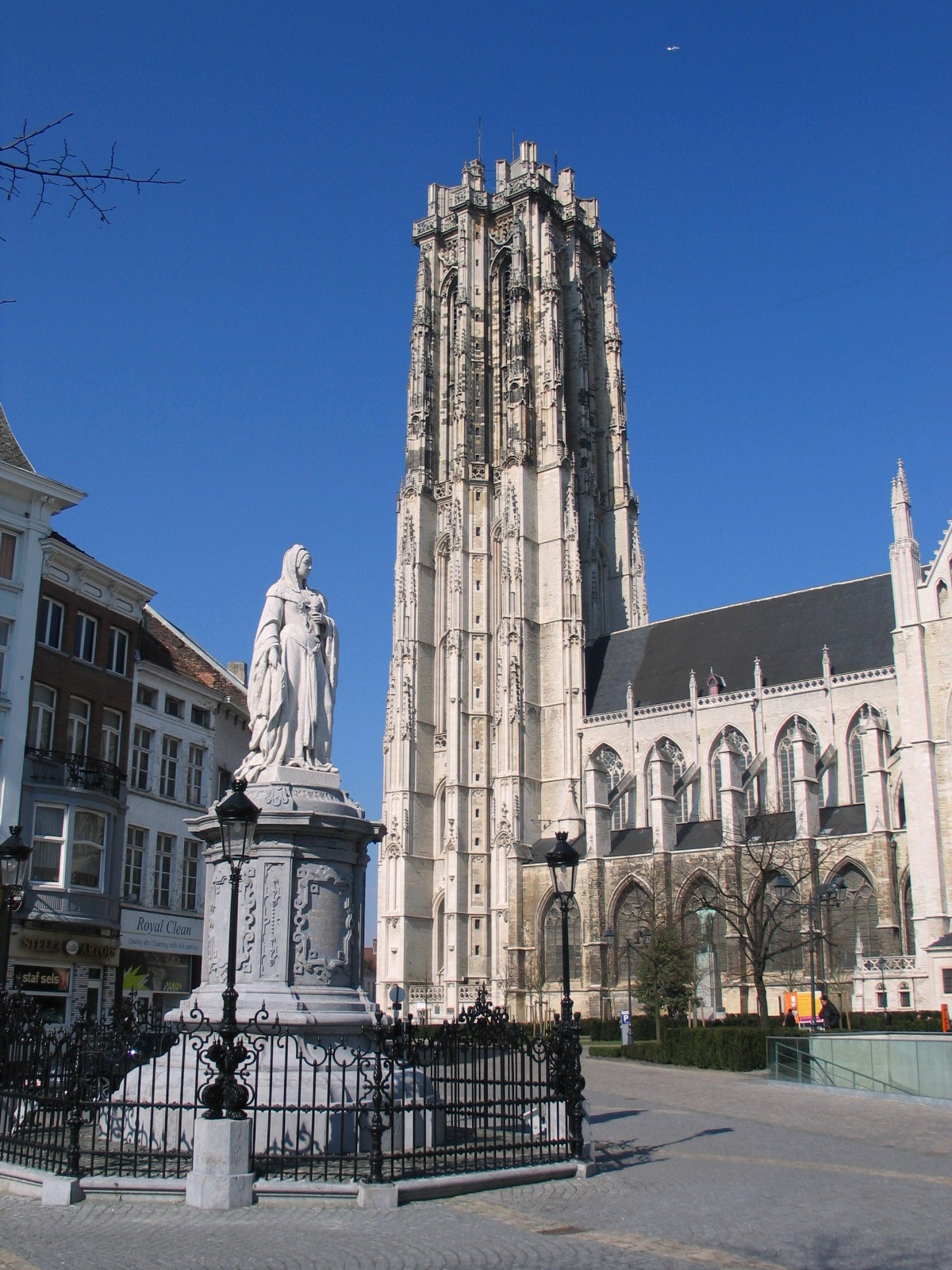
De Sint-Romboutskathedraal in Mechelen

Van de huidige rooms-katholieke kathedralen in België is alleen die van Doornik als zodanig gebouwd. De overige waren collegiale kerken of parochiekerken voordat ze tot kathedraal werden verheven. De oorspronkelijke kathedraal van Luik, de Sint-Lambertuskathedraal, is tijdens de Franse Revolutie in 1794 afgebroken. Ook Tongeren heeft in de vierde eeuw korte tijd een kathedraal gehad, als voorloper van die van Luik.
De huidige negen rooms-katholieke kathedralen in België zijn:
- Aartsbisdom Mechelen-Brussel:
  - Sint-Romboutskathedraal te Mechelen (sinds 1559, als hoofdkathedraal)
  - Kathedraal van Sint-Michiel en Sint-Goedele te Brussel (sinds 1961, als cokathedraal)
- Bisdom Antwerpen: Onze-Lieve-Vrouwekathedraal (1559-1803 en sinds 1961)
- Bisdom Brugge: Sint-Salvatorskathedraal (sinds 1834)
- Bisdom Doornik: Onze-Lieve-Vrouwekathedraal (sinds de zesde eeuw)
- Bisdom Gent: Sint-Baafskathedraal (sinds 1559)
- Bisdom Hasselt: Sint-Quintinuskathedraal (sinds 1967)
- Bisdom Luik: Sint-Pauluskathedraal (sinds 1801)
- Bisdom Namen: Sint-Aubankathedraal (sinds 1559)

Nog bestaande voormalige kathedralen, ook wel protokathedralen genoemd, zijn:
- Ieper: Sint-Maartenskathedraal van het voormalige bisdom Ieper (1559-1801)
- Malmedy: HH. Petrus, Paulus en Quirinuskathedraal van het voormalige bisdom Eupen-Malmedy (1920-1925)

Verdwenen kathedralen zijn:
- Brugge: Sint-Donaaskathedraal, afgebroken in 1799 onder Franse bezetting
- Luik: Sint-Lambertuskathedraal, afgebroken in 1794 onder Franse bezetting

Naast de rooms-katholieke kathedralen bestaat er in België een Grieks-orthodoxe kathedraal:
- Aartsbisdom Brussel: Kathedraal van de Heilige Aartsengelen (sinds 1969)

### Kathedralen in Nederland

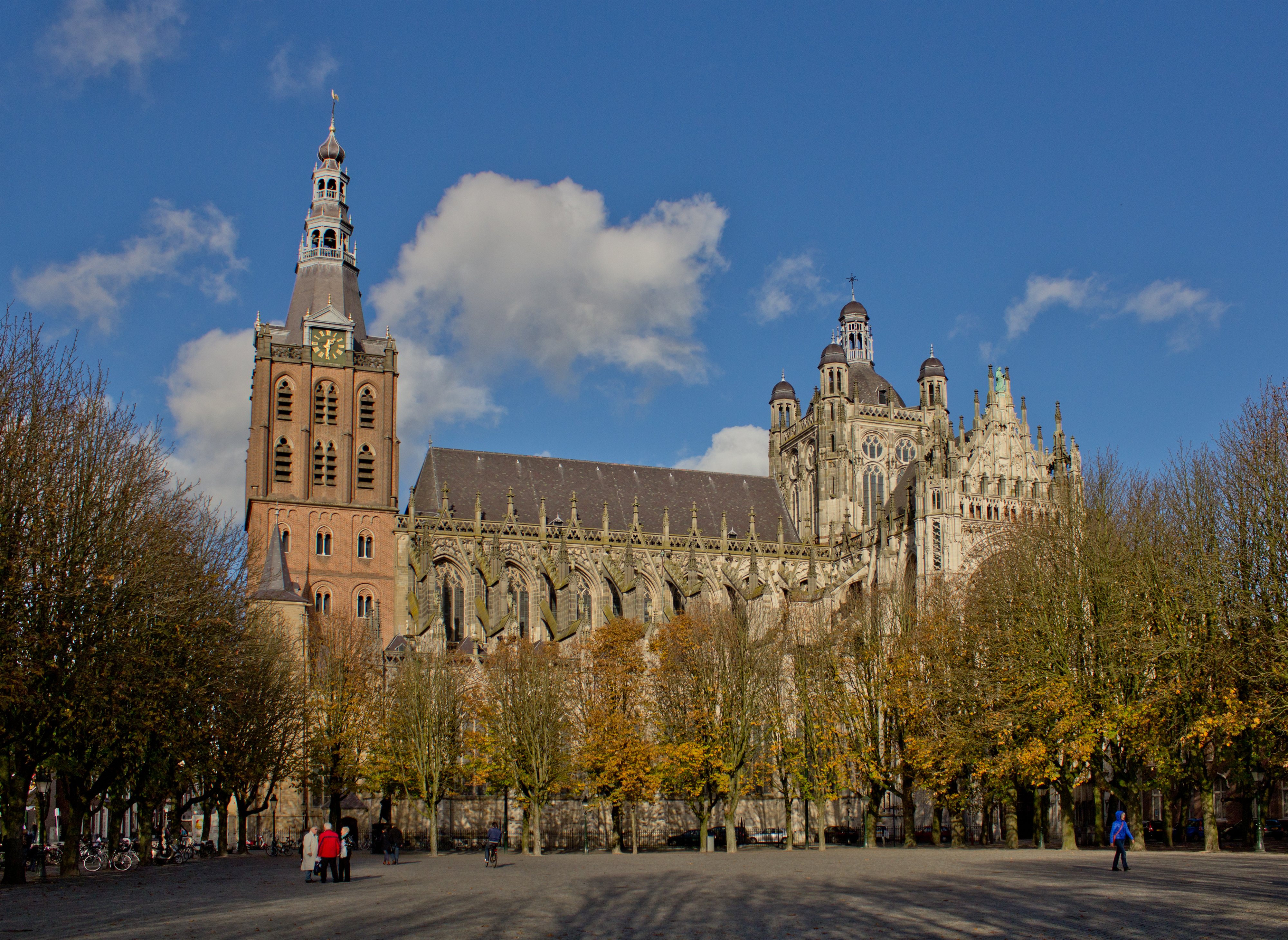
De Sint-Janskathedraal in 's-Hertogenbosch

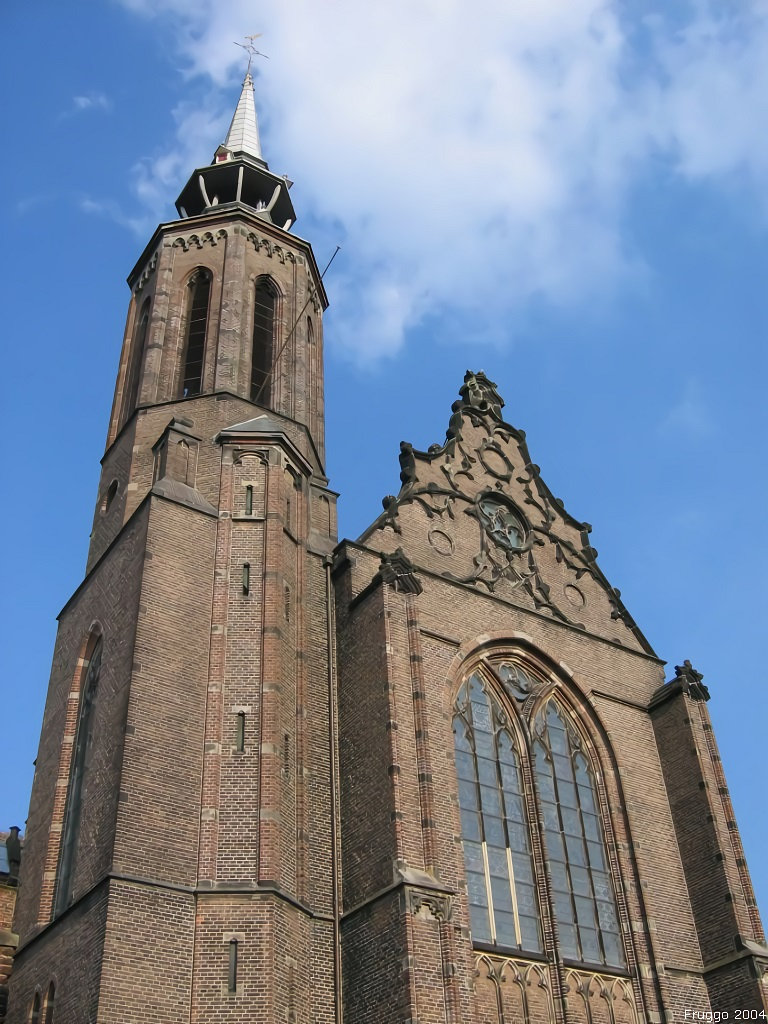
De Sint-Catharinakathedraal in Utrecht

Van de huidige rooms-katholieke kathedralen in Nederland zijn alleen die van Haarlem en 's-Hertogenbosch als zodanig gebouwd. De meeste andere kathedralen waren parochiekerken of collegiale kerken voordat ze tot kathedraal werden verheven. 
Tot 1559 was de Dom van Utrecht de enige kathedraal in de Noordelijke Nederlanden. Zij is echter al sinds 1580 geen kathedraal meer, omdat de kerk sindsdien protestants is. 
De Sint-Janskathedraal in 's-Hertogenbosch is de enige middeleeuwse kathedraal in Nederland die nog actief is. Het is tevens de grootste kathedraal van Nederland.
In Maastricht heeft van de vierde tot zevende eeuw ook de zetel van een bisschop gestaan, vermoedelijk in een voorganger van de Onze-Lieve-Vrouwebasiliek.
De huidige acht rooms-katholieke kathedralen in Nederland zijn:
- Aartsbisdom Utrecht: Sint-Catharinakathedraal (sinds 1853);
- Bisdom Breda: Sint-Antoniuskathedraal (1853-1875 en sinds 2001);
- Bisdom Groningen-Leeuwarden: Sint-Jozefkathedraal (sinds 1981);
- Bisdom Haarlem-Amsterdam:
  - Kathedrale basiliek Sint Bavo (sinds 1898);
  - Co-kathedrale basiliek van de Heilige Nicolaas (sinds 2025);[4]
- Bisdom 's-Hertogenbosch: Sint-Janskathedraal (sinds 1559);
- Bisdom Roermond: Sint-Christoffelkathedraal (1661-1801 en sinds 1853);
- Bisdom Rotterdam: HH. Laurentius- en Elisabethkathedraal (sinds 1967).

Nog bestaande voormalige kathedralen zijn:
- Utrecht: Dom (tot 1580);
- Breda: Michaëlkerk (1968-2001);
- Deventer: Lebuinuskerk (1559-1580);
- Groningen: Martinikerk (1559-1594);
- Haarlem: Sint-Bavokerk (1559-1578);
- Haarlem: Sint Josephkerk (1853-1898).

Verdwenen kathedralen zijn:
- Breda: Barbarakerk (1875-1968);
- Groningen: Sint-Martinuskerk (1956-1981);
- Leeuwarden: Sint-Vituskerk van het voormalige bisdom Leeuwarden (1559-1580);
- Middelburg: Sint-Pieterskerk (Noordmonsterkerk) van het voormalige bisdom Middelburg (1559-1579);
- Roermond: Heilig-Geestkerk (1559-1661);
- Rotterdam: Sint-Ignatiuskerk aan de Westzeedijk (1956-1967 als Sint-Laurentiuskathedraal).

Naast de rooms-katholieke kathedralen bestaan er in Nederland twee oud-katholieke kathedralen:
- Aartsbisdom Utrecht: Sint-Gertrudiskathedraal;
- Bisdom Haarlem: kathedraal Sint Anna en Maria.

### Kathedralen in Italië
Italië heeft met 227 kathedralen na Brazilië het grootste aantal katholieke kathedralen.
Tot de bekendste behoren:
- Sint-Jan van Lateranen in Rome, bisschopskerk van de paus en in die zin de belangrijkste kerk van het rooms-katholicisme.
- Kathedraal van Florence
- Kathedraal van Lucca
- Kathedraal van Milaan
- Kathedraal van Palermo
- Kathedraal van Pisa, met de beroemde scheve toren
- Kathedraal van Siena
- Basiliek van San Marco (Venetië)

### Katholieke kathedralen in Duitsland
- Dom van Aken (Aachen), keizersdom, behoort tot het werelderfgoed (UNESCO-lijst)
- Munster van Freiburg
- Sint-Hedwigskathedraal in Berlijn
- Dom van Keulen (Köln), keurvorstelijk aartsbisdom, behoort tot het werelderfgoed (UNESCO-lijst)
- Dom van Mainz (keurvorstelijk aartsbisdom)
- Dom van Speyer (Spiers), behoort tot het werelderfgoed (UNESCO-lijst)
- Dom van Trier, keurvorstelijk aartsbisdom
- Dom van München en Freising
- Dom van Augsburg & cokathedraal (basilica)
- Dom van Bamberg, keizersdom
- Berlijnse Dom
- Katholische Dom van Berlijn van Dresden-Meissen
- Dom van Eichberg
- Dom van Erfurt
- Dom van Essen
- Dom van Freiburg im Breisgau
- Dom van Fulda
- Sint-Jacobuskathedraal (Görlitz)
- Dom van Hamburg
- Dom van Hildesheim, behoort tot het werelderfgoed (UNESCO-lijst)
- Dom van Limburg
- Dom van Lübeck
- Dom van Maagdenburg
- Dom van Münster
- Dom van Osnabrück
- Dom van Paderborn
- Dom van Passau
- Dom van Regensburg
- Dom van Rottenburg-Stuttgart
- Dom van Wetzlar
- Dom van Würzburg

Daarboven telt Duitsland een katholiek legerbisdom en een exempt apostolisch exarchaat van de Oekraïense geünieerden (Byzantijnse ritus; ook voor Scandinavië) met eigen kathedraal te München

### Katholieke kathedralen in Frankrijk
- Kathedraal van Aix-en-Provence
- Kathedraal van Albi
- Notre-Dame van Amiens
- Kathedraal van Angers
- Kathedraal van Angoulême
- Kathedraal van Arras (Atrecht)
- Kathedraal van Auch
- Kathedraal van Autun
- Kathedraal van Auxerre
- Kathedraal van Avignon
- Kathedraal van Bayeux
- Kathedraal van Beauvais
- Kathedraal van Blois
- Kathedraal van Bourges
- Kathedraal van Carpentras
- Kathedraal van Chartres
- Kathedraal van Châlons-en-Champagne
- Kathedraal van Clermont-Ferrand
- Kathedraal van Notre-Dame te Grenoble
- Kathedraal van Laon
- Kathedraal van Limoges
- Kathedraal van Lisieux
- Kathedraal van Le Mans
- Kathedraal van Lodève
- Kathedraal van Rijsel (Lille)
- Kathedraal van Metz
- Kathedraal van Montpelier
- Kathedraal van Nancy
- Kathedraal van Noyon
- Kathedraal van Orléans
- Notre-Dame van Parijs (Paris)
- Kathedraal van Poitiers
- Kathedraal van Reims
- Kathedraal van Rouen
- Kathedraal van Sées
- Kathedraal van Sens
- Kathedraal van Sint-Omaars (Saint-Omer)
- Kathedraal van Soissons
- Kathedraal van Straatsburg (Strasbourg)
- Kathedraal van Lourdes
- Kathedraal van Toul
- Kathedraal van Toulouse
- Kathedraal van Tours
- Kathedraal van Troyes
- Kathedraal van Tulle
- Kathedraal van Valence
- Kathedraal van Vannes
- Kathedraal van Verdun
- Kathedraal van Versailles
- Kathedraal van Viviers

Daarboven is er onder meer een kathedraal volgens de Armeense ritus, Sainte-Croix-de-Paris

### Kathedralen in Iberië

#### Spanje
Spanje telt 77 katholieke kathedralen, waaronder:
- Kathedraal van Barcelona
- Kathedraal van Burgos
- Kathedraal van Calahorra
- Kathedraal van Ciudad Rodrigo
- Kathedraal van Ciudadela
- Kathedraal van Córdoba
- Kathedraal van Cuenca
- Kathedraal van Gerona
- Kathedraal van Granada
- Kathedraal van Huesca
- Kathedraal van Las Palmas de Gran Canaria
- Kathedraal van Lugo
- Kathedraal van Málaga
- Kathedraal van Madrid
- Kathedraal van Mérida
- Kathedraal van Monzón
- Kathedraal van Murcia
- Kathedraal van Palma
- Kathedraal van Pamplona
- Kathedraal van Santiago de Compostella
- Kathedraal van Segovia
- Kathedraal van Sevilla
- Kathedraal van Sigüenza
- Kathedraal van Solsona
- Kathedraal van Tarragona
- Kathedraal van Teruel
- Kathedraal van Toledo
- Kathedraal van Tortosa
- Kathedraal van Tudela
- Kathedraal van Tuy
- Kathedraal van Urgel
- Kathedraal van Valencia
- Kathedraal van Zaragoza
- Nieuwe kathedraal van Vitoria-Gasteiz
- Oude kathedraal van Vitoria-Gasteiz

#### Portugal
Portugal telt 20 sé ('zetel') katholieke kathedralen (en 2 co-kathedralen), waaronder de patriarchale van Lissabon en die van de andere aartsbisdommen Évora (de enige met de status van basiliek) en Braga.

### Kathedralen op de Britse eilanden
Het Verenigd Koninkrijk heeft een grote katholieke minderheid, maar de officiële religies zijn anglicaans in Engeland en Wales, presbyteriaans in Schotland.

#### Aartsbisdommen van deAnglicaanse Kerk
- Kathedraal van Canterbury (Kantelberg)
- Kathedraal van York
- Kathedraal van Armagh

#### Bisdommen van deAnglicaanse Kerk
Kerk van Engeland:
- Kathedraal van Birmingham
- Kathedraal van Blackburn
- Kathedraal van Bradford
- Kathedraal van Bristol
- Kathedraal van Bury St. Edmunds
- Kathedraal van Carlisle
- Kathedraal van Chelmsford
- Kathedraal van Chester
- Kathedraal van Chichester
- Kathedraal van Coventry
- Kathedraal van Derby
- Kathedraal van Durham
- Kathedraal van Ely
- Kathedraal van Exeter
- Kathedraal van Gloucester
- Kathedraal van Guildford
- Kathedraal van Hereford
- Kathedraal van Inverness
- Kathedraal van Leicester
- Kathedraal van Lichfield
- Kathedraal van Lincoln
- Kathedraal van Liverpool
- St Paul's Cathedral in Londen
- Kathedraal van Southwark (Londen)
- Kathedraal van Manchester
- Kathedraal van Newcastle
- Kathedraal van Norwich
- Kathedraal van Oxford
- Kathedraal van Peel (op het eiland Man)
- Kathedraal van Peterborough
- Kathedraal van Portsmouth
- Kathedraal van Ripon
- Kathedraal van Rochester
- Kathedraal van Salisbury
- Kathedraal van Sheffield
- Kathedraal van Southwell
- Kathedraal van St. Albans
- Kathedraal van Truro
- Kathedraal van Wakefield
- Kathedraal van Wells
- Kathedraal van Winchester
- Kathedraal van Worcester

Schotse Episcopaalse Kerk:
- Sint-Andreaskathedraal in Aberdeen
- Kathedraal van Dundee
- Sint-Mariakathedraal in Edinburgh
- Sint-Mariakathedraal in Glasgow
- Kathedraal van Millport
- Kathedraal van Oban
- Kathedraal van Perth

Kerk in Wales:
- Kathedraal van Bangor
- Kathedraal van Brecon
- Kathedraal van St Asaph
- Kathedraal van St Davids
- Kathedraal van Llandaff
- Kathedraal van Newport

#### Aartsbisdommen van de Rooms-Katholieke Kerk
- Kathedraal van Westminster
- Kathedraal van Southwark (in Londen)
- Kathedraal van Birmingham (de enige basiliek op de Britse archipel)
- Kathedraal van Cardiff
- Kathedraal van Glasgow
- Metropolitane Kathedraal van Liverpool
- Kathedraal van St.Andrews & Edinburgh

#### Enkele suffragane bisdommen van de Rooms-Katholieke Kerk
- Kathedraal van Bristol
- Kathedraal van Wrexham

Daarboven telt het Verenigd Koninkrijk een katholiek legerbisdom, met eigen kathedraal te Aldershot (in Hampshire), en een exempt apostolisch exarchaat van de Oekraïense geünieerden (Byzantijnse ritus), met eigen kathedraal te Londen.
Telt Schotland ook negen vroegere katholieke kathedralen dat sinds 1560 presbyteriaanse parochiekerken, en geen kathedralen meer zijn, waaronder:
- Kathedraal van Aberdeen
- Kathedraal van Edinburgh
- Kathedraal van Glasgow
- Kathedraal van Kirkwall

Het heel eiland van Ierland (beide de Republiek Ierland en Noord-Ierland) telt 26 katholieke bisdommen, en elf anglicaanse bisdommen (Kerk van Ierland).

### Kathedralen in Noordse landen
Omdat ze massaal protestants werden zijn de meeste katholieke kathedralen er overgedragen tot de lutherse kerk of buiten gebruik. Nog in dienst is telkens één Roomse kathedraal in Denemarken, IJsland, Noorwegen, Zweden en Finland.
Er zijn vijftien lutherse kathedralen in Zweden, twaalf in Denemarken, elf in Noorwegen, tien in Finland. IJsland en de Faeröer hebben elk één.

### Enkele kathedralen in Rusland
Tot de belangrijkste kathedralen (sobora, doorgaans Russisch-orthodox) van Rusland behoren:
- in Moskou:
  - Oespenski-kathedraal, in het Kremlin; uit de 15e eeuw, een van de belangrijkste kerken van het land
  - Kathedraal van de Voorbede van de Moeder Gods (Basiliuskathedraal) aan het Rode Plein; uit de 16e eeuw, een van de meest beeldbepalende kerken van Rusland
  - Christus-Verlosserkathedraal, uit de 20e eeuw, de grootste kerk van Rusland en de grootste Russisch-orthodoxe kerk ter wereld
- Kazankathedraal (Sint-Petersburg), uit de 19e eeuw
- Izaäkkathedraal (Sint-Petersburg) , uit de 19e eeuw
- Drievuldigheidskathedraal (Sint-Petersburg)
- Sofiakathedraal (Novgorod), in het Kremlin van Veliki Novgorod; uit de 11e eeuw, zetel van de aartsbisschop
- Oespenski-kathedraal (Vladimir), uit de 12e eeuw, de moederkerk van Rusland in de 13e en 14e eeuw
- Demetriuskathedraal (Vladimir), uit de 12e eeuw

Rusland telt ook katholieke kathedralen: in Moskou, Irkoetsk, Novosibirsk en Saratov.

### Kathedralen in andere Europese ex-Sovjetrepublieken
Katholieke kathedralen zijn er doorgaans zeldzaam: vier in Wit-Rusland, zeven in Litouwen, vier in Letland, één in Estland, één in Moldavië, één in Georgië. Enkel Oekraïne telt er twaalf, maar dat is een 'nationale' geünieerde kerk. Lutherse kathedralen zijn ook er doorgaans zeldzaam: drie elk in Estland en Letland.
De Orthodoxe kerken zijn er behalve in het Balticum sterk verweven met de nationale identiteit
- Kathedraal van Etsjmiadzin in Armenië, naar verluidt de oudste kathedraal ter wereld
- Svetitschoveli-kathedraal in Georgië

### Kathedralen in ex-Joegoslavische landen
Kroatië telt zestien katholieke kathedralen, Servië zeven, Montenegro twee, Slovenië zes, Bosnië en Herzegovina en Noord-Macedonië elk een.

### Kathedralen in andere Europese ex-Oostbloklanden
Er zijn veertien katholieke kathedralen in Hongarije, 44 in Polen, negen in Tsjechië, twaalf in Slowakije, twaalf in Roemenië, drie in Bulgarije.
Het overwegend islamitische Albanië telt toch vier katholieke kathedralen.
Beroemd zijn:
- Slowakije: de Sint-Elisabethkathedraal van Košice
- Tsjechië:  de Sint-Vituskathedraal (Praag)
- Hongarije: de Sint-Adalbertkathedraal

### Kathedralen in andere Europese landen

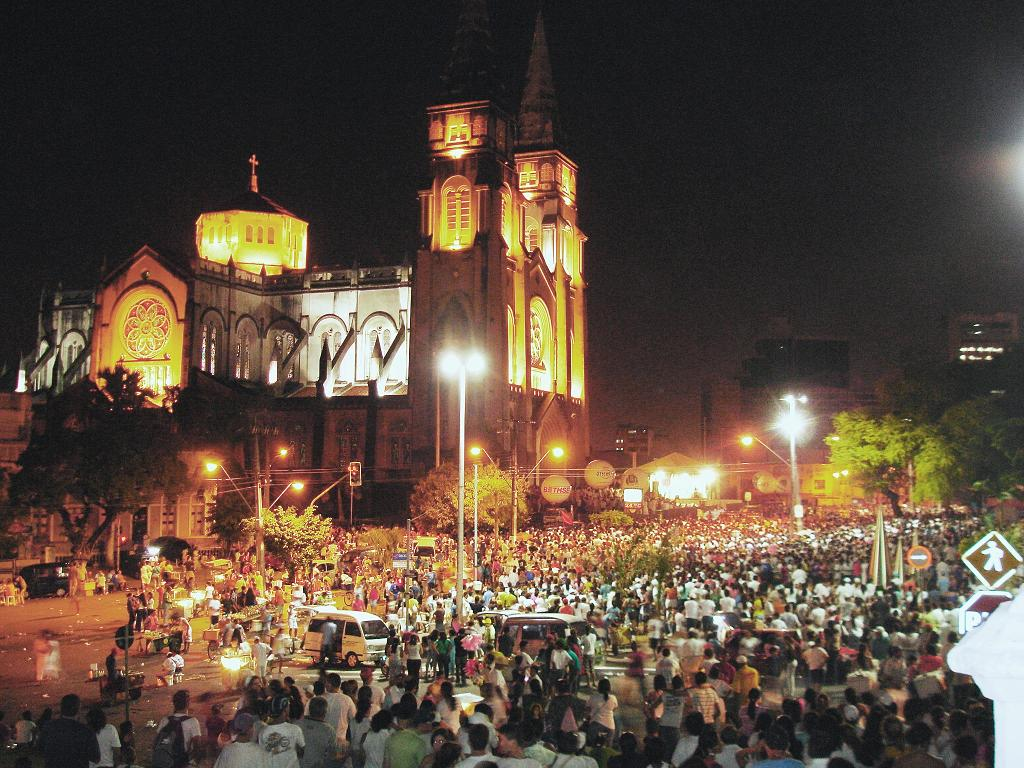
Kathedraal van Fortaleza

De miniatuurstaatjes Andorra, Gibraltar, Liechtenstein, Monaco en San Marino hebben elk één katholieke kathedraal, de vroegere Johannieters-staat Malta twee. Vaticaanstad is een uniek geval als zetel van de paus, een soevereine enclave in de Italiaanse hoofdstad Rome.
Oostenrijk telt elf katholieke kathedralen, Zwitserland acht.
Griekenland heeft acht katholieke kathedralen, Cyprus geen, maar beide zijn overwegend Grieks-orthodox.
Beroemd zijn:
- Stephansdom (Wenen)
- Kathedraal van Lausanne
- Kathedraal van Monaco

Ook in Gibraltar bevindt zich de enige belangrijke anglicaanse kathedraal in Europa buiten de Britse eilanden, de Kathedraal van de Heilige Drie-eenheid.

## Kathedralen in Noord- en Centraal-Amerika
Zowel Noord- als Centraal- Amerika en de Antillen tellen veel roomse gelovigen en dus ook heel wat katholieke kathedralen (cijfers voor 2010).
Het overwegend katholieke Mexico telt er 91. De Verenigde Staten heeft er 194, Canada 70, Bermuda en het Franse overzeese Saint-Pierre en Miquelon elk een.
Er zijn telkens 8 katholieke kathedralen in El Salvador, Guatemala en Nicaragua, zeven in Costa Rica, telkens zes in Honduras, Panama en het met de Verenigde Staten verbonden Puerto Rico, één in Belize.
In de meeste Antilliaanse eilandstaten is er maar één, in Cuba en de Dominicaanse Republiek zijn er 11, in Haïti 10 en op Jamaica twee.
Noord-Amerika en de Antillen hebben ook anglicaanse gelovigen. Er zijn 82 anglicaanse kathedralen in de Verenigde Staten, 32 in Canada, en de Antilliaanse eilandstaten van Jamaica, Antigua en Barbuda, Barbados en Trinidad en Tobago elk een.

## Kathedralen in Zuid-Amerika

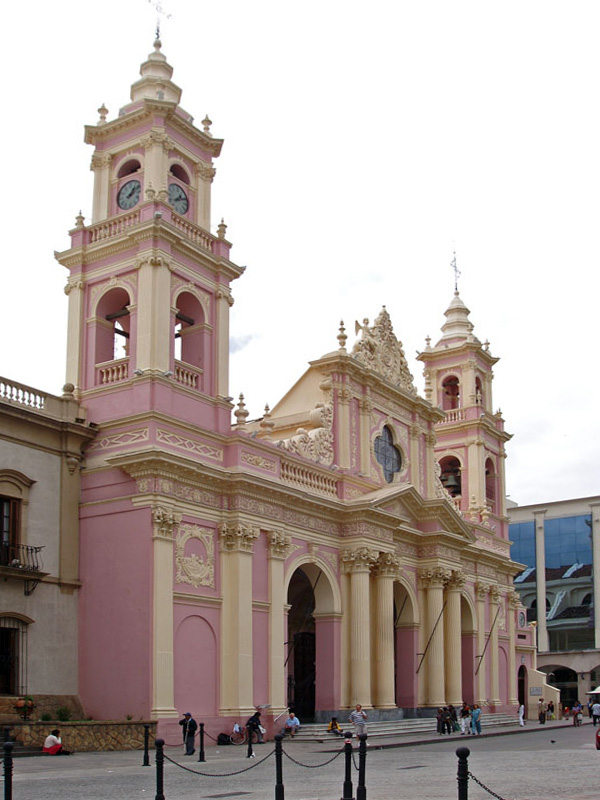
Kathedraal van Argentinië

Continentaal Zuid-Amerika telt veel roomse gelovigen, meestal de grote meerderheid, en dus ook heel wat katholieke kathedralen. De reus Brazilië telt er 270, Colombia 73, Argentinië 71, Venezuela 37, Peru 28, Chili 27, Bolivië 14, Ecuador 12, Paraguay 11, Uruguay 10; Guyana, het overzeese Frans-Guyana, elk slechts één (cijfers 2010).
Tot de opmerkelijkste behoort de Kathedrale Basiliek van Sint-Petrus-en-Paulus in de Surinaamse hoofdstad Paramaribo, dat het grootste houten gebouw van Zuid-Amerika is.

## Kathedralen in Azië
De meeste Aziatische landen tellen weinig katholieke kathedralen meestal bij gebrek aan gelovigen en/of wegens minorisatie. De overwegend katholieke Filipijnen hebben er 87. Toch zijn er onder andere ook 149 in India, 77 in de Volksrepubliek China en 26 in Vietnam.
Er zijn ook weinig anglicaanse kathedralen in Azië: 48 in India, drie in Hongkong en Maleisië, twee in Sri Lanka en één in Singapore.

## Kathedralen in Oceanië
Veel eilandstaten tellen slechts één katholieke kathedraal, of twee.
Australië heeft er 31, Nieuw-Zeeland zes, Papoea-Nieuw-Guinea 18. 
Oceanië telt ook anglicaanse kathedralen: 25 in Australië, negen in Nieuw-Zeeland, drie in Papoea-Nieuw-Guinea, en Fiji en de Salomonseilanden hebben elk één.

## Kathedralen in Afrika
De meeste Afrikaanse staten tellen relatief weinig katholieke kathedralen.
Nigeria heeft er toch 51, Zuid-Afrika 29, Oeganda 22, Angola 19.
Opmerkelijk is dat naast de onopvallende kathedraal St-Augustinus van Yamoussoukro in de Ivoorkust-hoofdstad de immense Basilique Notre-Dame de la Paix is gebouwd, een kopie van de pauselijke Sint-Pietersbasiliek.

## Voormalige kathedraal
De Hagia Sophia in de Turkse stad Istanboel is een nog bestaand gebouw dat van 537 - 1453 een kathedraal was, gedurende die hele periode de grootste ter wereld. Het gebouw werd daarna een moskee en vervolgens een museum. Op 24 juli 2020 werd de Hagia Sofia weer een moskee.

## Trivia
- De monumentale kerken die steenkolenmaatschappijen in Belgisch-Limburg bouwden in de mijncités worden "mijnkathedralen" genoemd.
- Het Antwerpse Centraal Station wordt ook wel aangeduid als de 'spoorwegkathedraal'.
- Het Zoniënwoud met zijn eeuwenoude beukendreven noemt men weleens de "beukenkathedraal".
- Ook Felix Timmermans beschreef de vierdubbele rij olmen op de Lierse vest als kathedraal.
- De Groene Kathedraal is een landschapskunstwerk in Zuidelijk Flevoland: een plattegrond van de kathedraal van Reims.
- De Sint-Bavokerk van Kanegem wordt ook wel de 'Kathedraal van Te Lande' genoemd.
- Het monumentale gebouw A van Radio Kootwijk wordt informeel de kathedraal genoemd.